# Nasięgniew
Nasięgniew – staropolskie imię męskie, złożone z trzech członów: Na- ("na", 'wspaniały'; na w jednym ze znaczeń mogło też oznaczać "kogoś, ze względu na kogo się dzieje jakaś akcja"), się ("siebie", "sobie") i -gniew ("gniew"). Imię to mogło więc oznaczać "tego, kto osłania innych biorąc na siebie czyjś gniew".